# Puckle Gun

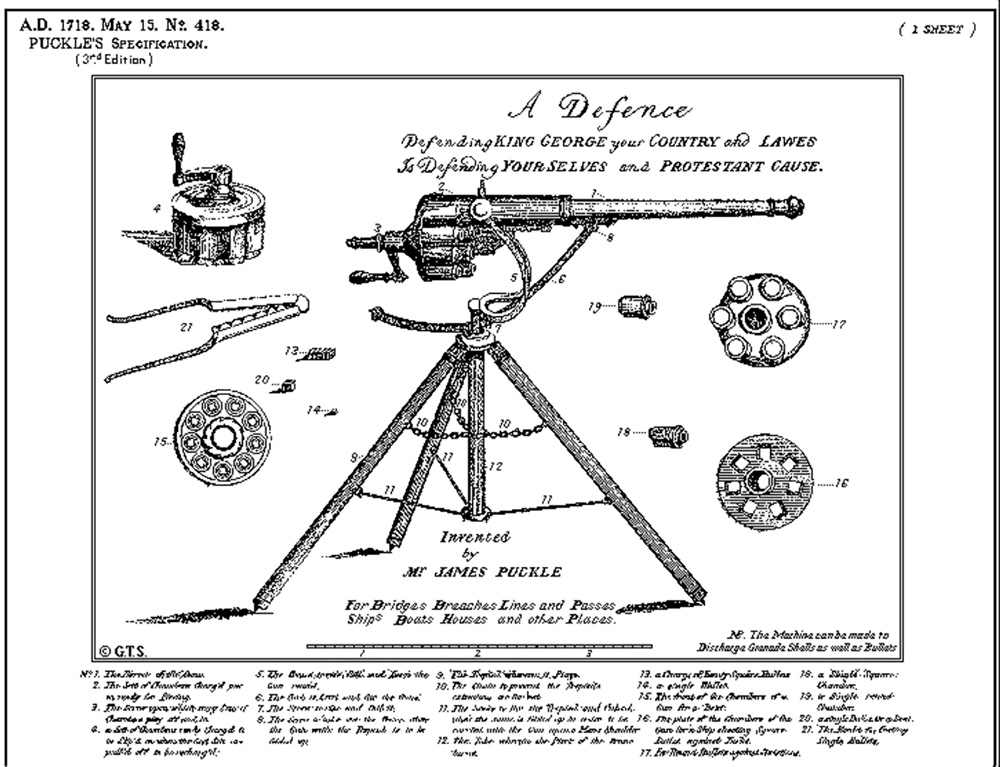
Patent No. 418 vom 15. Mai 1718, das Blatt zeigt zwei verschiedene Ladetrommeln: für runde und viereckige Geschosse

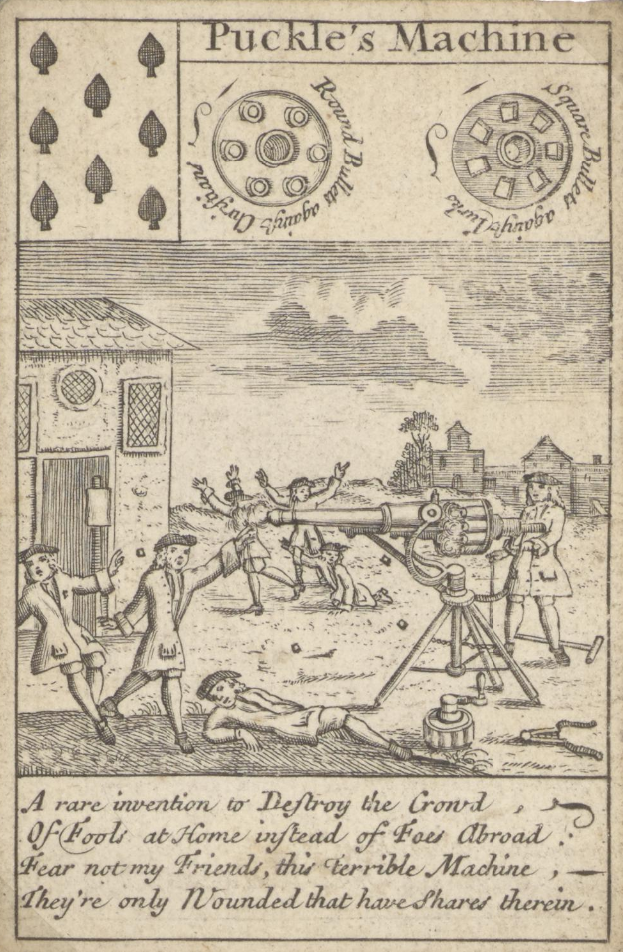
Satirische Darstellung der Puckle Gun in einem Spielkartenset mit verschiedenen Spekulationsblasen als Thema (1720)

Die Puckle Gun (auch Defence Gun) ist eine handbetriebene mehrschüssige Revolverwaffe, die von James Puckle (1667–1724), einem Londoner Erfinder, Anwalt und Schriftsteller, erfunden und 1718 patentiert wurde. Eine zeitgenössische Quelle aus dem Jahr 1722 bezeichnet sie als machine gun („Maschinengewehr“), ihre Funktionsweise entspricht jedoch nicht der modernen Verwendung des Begriffs. Nur wenige dieser Geschütze wurden gebaut und es ist nicht belegt, dass sie bei Kampfhandlungen eingesetzt wurden.

## Geschichte
Seit der Entwicklung der ersten Feuerwaffen gab es eine große Motivation, die Schussfolge zu steigern. Salvengeschütze, bei denen viele Läufe zu einem Rohrbündel zusammengefasst waren, gab es schon ab dem 14. Jahrhundert, wegen erheblicher Nachteile blieben sie jedoch nur eine Randerscheinung. Auch gab es immer wieder Versuche, mehrschüssige Waffen mit nur einem Lauf zu entwickeln. Um 1717 entwickelte Puckle ein revolverartiges Repetiergeschütz bzw. manuelles Maschinengewehr, wenn auch noch ohne Patronenmunition. Möglicherweise gab es schon früher Patente für diesen Waffentyp, aber sicherlich war die Puckle Gun das ausgereifteste Modell zu dieser Zeit.
Es gibt Zweifel, ob Puckle wirklich der Erfinder war oder nur Investor. Das Patent der Puckle Gun ist eines der ersten modernen Patente. Unter Königin Anne wurde es zur Bedingung für die Erteilung eines Patentes, dass die Erfindung und ihre Funktionsweise schriftlich beschrieben werden mussten. Das Patent dieser Waffe, Nummer 418 von 1718, war eines der ersten, das eine solche Beschreibung enthielt. Der Autor T. W. Lee bemerkte jedoch, dass „James Puckles Patent aus dem Jahr 1718 mehr rhetorischen Eifer als technische Strenge enthält.“
Zu dieser Zeit machten Barbaresken-Korsaren das Mittelmeer unsicher, Puckle bewarb die Hauptanwendung der Puckle Gun als Abwehrmittel gegen das Entern von Schiffen. Er stellte 1717, noch bevor sie patentiert wurde, die Waffe dem Board of Ordnance vor, der Behörde für Waffen und Ausrüstung der britischen Streitkräfte, die jedoch nicht sonderlich beeindruckt war. Es folgten weitere Demonstrationen; im Jahr 1722 feuerte die Waffe inmitten heftigen Regens 63 Schüsse in sieben Minuten (ungefähr neun Schuss pro Minute) ab. Das war eine sehr beeindruckende Leistung für die damalige Zeit.
Puckle bot seine Waffe in verschiedenen Größen und Varianten an. Eine Variante hatte quaderförmige Geschosse, Puckle empfahl sie als Mittel im Kampf gegen die Türken. Die Idee dahinter war, dass scharfkantige, quaderförmige Geschosse schmerzhaftere Verletzungen verursachen würden. Realistisch betrachtet, wären solche Geschosse instabiler und daher ungenauer geflogen sowie durch den höheren Luftwiderstand auch langsamer gewesen.
Ein wirtschaftlicher Erfolg stellte sich nicht ein. Nur drei Exemplare sind bekannt; ein einfaches zu Versuchszwecken aus Eisen und zwei vollwertige aus Messing. Das experimentelle Exemplar hatte kein Steinschloss und wurde sehr wahrscheinlich mit einer Lunte abgefeuert. Die zwei Exemplare aus Messing erwarb John Montagu, 2. Duke of Montagu, für eine Unternehmung bei den westindischen Inseln, doch ist nicht belegt, dass sie tatsächlich eingesetzt wurden. Diese zwei Puckle Guns blieben erhalten und befinden sich im Boughton House und Beaulieu Palace House. Ein weiteres Exemplar, zusammengebaut aus teilweise originalen und teilweise nachträglich gefertigten Teilen, befindet sich im Institute of Military Technology in Titusville im US-Bundesstaat Florida.
Die Waffe war komplex und erforderte viele in präziser Handarbeit gefertigte Teile. Das machte sie sicherlich kostspielig und schwer verkäuflich. Da Puckle bereits 1724 starb, gab es keine Weiterentwicklung.
Auch wenn die Puckle Gun technisch gut konstruiert war, konnte der Stand der damaligen Technik noch keine zuverlässige Waffe dieser Art hervorbringen. Das lag vor allem an dem unzuverlässigen und schlecht für eine Repetierwaffe geeigneten Steinschloss. Das Zusammenspiel von Feuerstein, Funkenerzeugung und losem Pulver ließ sich schwerlich automatisieren. Diese Erfahrung machten auch andere Erfinder auf diesem Gebiet. Erst mit dem zu Beginn des 19. Jahrhunderts entwickelten Perkussionsschloss ergaben sich neue Möglichkeiten.
Als eine sehr ungewöhnliche Waffe für diese Ära wird die Puckle Gun beispielsweise in der Computerspielserie Assassin’s Creed dargestellt.

## Mechanismus
Die Puckle Gun ist eine auf einer Dreibeinlafette montierte, große revolverartige Waffe mit Steinschloss. Von der Größe her ist sie eine kleine Kanone mit einem Kaliber zwischen 1″ und 1¼″ (2,54–3,175 cm). Hinter dem 90 cm langen, auf einer Gewindespindel sitzenden Lauf befindet sich eine manuell drehbare Trommel mit separaten Kammern für Geschosse und Pulver. Die erhaltenen Exemplare haben neun Kammern, in der Patentschrift sind auch sechsschüssige Trommeln abgebildet. Jede Kammer der Trommel hat eine eigene Pulverpfanne, die mit einem Deckel verschlossen ist. Um die Waffe schussbereit zu machen, muss eine geladene Kammer der Trommel direkt hinter dem Lauf positioniert werden. Dabei wird durch Drehen der Trommel über einen Schlitz- und Bolzenmechanismus der Deckel der Pulverpfanne geöffnet. Mit einer Kurbel auf der Gewindespindel hinter der Trommel wird diese Kammer an den Lauf gedrückt. Dabei wird das konische Ende der Kammer gasdicht im Lauf fixiert. Dann wird der Steinschlossmechanismus vorbereitet und die Waffe abgefeuert, indem ein langer Abzugshebel betätigt wird. Zum Nachladen wird die Kurbel komplett abgeschraubt. Die leergeschossene Trommel kann daraufhin abgenommen und durch eine geladene ersetzt werden. Die Waffe ist auf der Lafette gut ausbalanciert und kann vom Bediener zum Zielen angehoben und bewegt werden.